# Dasle
Dasle é uma comuna francesa na região administrativa de Borgonha-Franco-Condado, no departamento de Doubs. Estende-se por uma área de 5,67 km². Em 2010 a comuna tinha 1 431 habitantes (densidade: 252,4 hab./km²).